# Andrea Vendrame
Andrea Vendrame (Conegliano, 20 luglio 1994) è un ciclista su strada italiano che corre per la Decathlon AG2R La Mondiale Team. Professionista dal 2017, ha vinto due tappe al Giro d'Italia (una nel 2021 ed una nel 2024).

## Palmarès

### Strada
- 2012 (Juniores)[1]

Gran Premio Garage Miramonti
- 2015 (Zalf-Désirée-Fior under-23)[2]

Giro del Belvedere
Trofeo Mario Zanchi
Notturna Città di San Donà di Piave
Giro della Provincia di Belluno
- 2017 (Androni-Sidermec-Bottecchia, una vittoria)

7ª tappa Tour de Bretagne (Saint-Brice-en-Coglès > Fougères)
- 2019 (Androni Giocattoli-Sidermec, due vittorie)

4ª tappa Circuit Cycliste Sarthe (Sillé-le-Guillaume > Sillé-le-Guillaume)
Tro-Bro Léon
- 2021 (AG2R Citroën Team, due vittorie)

12ª tappa Giro d'Italia (Siena > Bagno di Romagna)
1ª tappa Route d'Occitanie (Cazouls-lès-Béziers > Lacaune)
- 2024 (Decathlon AG2R La Mondiale Team, una vittoria)

19ª tappa Giro d'Italia (Mortegliano > Sappada)
- 2025 (Decathlon AG2R La Mondiale Team, una vittoria)

3ª tappa Tirreno-Adriatico (Follonica > Colfiorito)

#### Altri successi
- 2017 (Androni-Sidermec-Bottecchia)

Classifica scalatori Quatre Jours de Dunkerque
- 2021 (AG2R Citroën Team)

Classifica a punti Route d'Occitanie

## Piazzamenti

### Grandi Giri
- Giro d'Italia

2018: 90º
2019: 55º
2020: 50º
2021: 50º
2022: 55º
2023: non partito (11ª tappa)
2024: 46º
2025: 35º
- Vuelta a España

2022: non partito (7ª tappa)
2023: 95º

### Classiche monumento
- Milano-Sanremo

2020: 11º
2021: 23°
2022: 30º
2023: 45º
2024: 74º
- Giro di Lombardia

2017: ritirato
2019: ritirato

### Competizioni europee
- Campionati europei

Plumelec 2016 - In linea Under-23: 3°